# Весёлая Гора (Краснодарский край)
Весёлая Гора — хутор в муниципальном образовании город-курорт Анапа Краснодарского края России. Входит в состав Первомайского сельского округа.

## География
Хутор находится в западной части Краснодарского края, примерно в 25 км к северо-востоку от Анапы и в 120 км к западу от Краснодара.

## История
Согласно Закону Краснодарского края от 1 апреля 2004 года № 676-КЗ Весёлая Гора вошёл в состав образованного муниципального образования город-курорт Анапа.

## Население
| 2002 | 2010 |
| ---- | ---- |
| 191  | ↘162 |

Национальный состав
Согласно результатам переписи 2002 года, в национальной структуре населения русские составляли 92 % от 191 жителя.

## Инфраструктура
Социальные объекты в населённом пункте отсутствуют. В центре сельского округа — станице Юровка — функционируют основная школа, детский сад, дом культуры и отделение Почты России.

## Транспорт
Доступен автомобильный и железнодорожный транспорт. В 1 км к северу от хутора проходит железнодорожная линия Крымск — Крымский мост. Ближайшая железнодорожная станция — Юровский, находится в центре сельского округа — станице Юровка.